# Henry Musnik
Henry Musnik, né le 25 septembre 1895 à Punta Arenas (Chili) et mort le 3 septembre 1957 à Paris, est un écrivain de langue française.

## Biographie
Henry Musnik a été journaliste sportif à L'Auto, à L'Équipe et à Police magazine. Il fut aussi le cocréateur avec Brantonne de la bande dessinée Fulguros.
Il a publié des romans policiers, d'aventure, de science-fiction ... sous de nombreux pseudonymes :
Claude Ascain, Paul Braydunes, Pierre Braydunes, Paul Braydusses, Henri Bussières, Jean Daye, Christian Dee, Pierre Dennys, Gérard Dixe, Alain Martial, Pierre Olasso, Florent Manuel, Florent-Manuel, Manuel Florent, Claude Guilaine, Pierre de Queyrac, Henri d'Alzon, Christian d'Axel, sans oublier... Henry-Musnik ou Henri Musnik.
Dans la postface de l'édition en volume de deux récits complets de Brantonne et Pierre de Queyrac, La Toupie infernale suivi de À travers l'Infini... (collection "Spatial", 2010), Francis Valéry rappelle qu'était paru en 1942, aux éditions ABC (collection "Héros d'Aventures", no 12), un fascicule de Claude Ascain titré Le Monstre antédiluvien. Après guerre, Henry Musnik publia chez Ferenczi à la fois des récits d'aventure (dans la collection "Mon roman d'Aventures") et des récits policiers (dans la collection "Mon roman policier"), les premiers sous la signature Pierre Olasso, les seconds sous la signature Claude Ascain. Le Monstre antédiluvien fut réédité en 1952 dans la collection "Mon roman d'aventures", puisqu'il relevait de la science-fiction, et sous le titre Le Monstre préhistorique. Le pseudonyme Ascain étant réservé aux textes policiers, la réédition parut donc sous le pseudonyme Olasso. Le même texte parut donc sous deux titres différents et sous deux signatures différentes ! Cette anecdote prouve que Ascain et Olasso sont des pseudonymes du même écrivain : Henry Musnik. Est donc levée l'ancienne incertitude sur la véritable identité de Claude Ascain.

## Mariage
À la suite de son mariage à Colombes avec Christiane Léonie Marie Louise Routier, le 7 août 1928, il obtient l'autorisation de changer de patronyme et à « porter dorénavant le nom de Musnil, afin de s'appeler légalement à l'avenir : Musnil au lieu de Cohen dit Musnik ».

## Œuvre

### Sous le nom de Pierre Olasso
- La Voix qui trompe - Edit. A.B.C. - Novembre 1941. 3e de la coll. Police-Express
- Le Combat sur la glace - Mon roman d'aventures no 16
- Le Repaire en feu  - Mon roman d'aventures no 20
- La Réhabilitation de Bill Howard  - Mon roman d'aventures no 126
- Le Roi du colt  - Mon roman d'aventures no 239
- Les Bandits de Silver Falls  - Mon roman d'aventures no 248
- L'Étrange Aventure d'El Toro  - Mon roman d'aventures no 254

### Sous le nom de Claude Ascain
- L'Homme qu'on disait fou - Crime et Police no 56
- La Chambre au clair de lune - Le Petit Roman policier, no 46, éditions Ferenczi & fils, 1939
- Mort au téléphone - Couverture de Calvo, Le Petit Roman policier, no 109, Éditions du Livre Moderne, 1941
- Le Rapt énigmatique - Couverture d'Auguste Liquois, coll. « Allo Police », no 9, Éditions A.B.C., 1941; réédition coll. « Allo Police », no 11, Éditions du Diadème-S.E.G., 1949
- Une affaire manquée - Mon roman policier no 14, 1944
- L'Homme du mardi - Mon roman policier no 15, 1944
- Confidences de Guy Dorian, gentleman cambrioleur, Éditions Paul Dupont, 1945
- Le Suicide de M. Boitard - Mon roman policier no 18, 1946
- L'Homme qui s'escamote - Mon roman policier no 92, 1949
- L'Homme de Fresnes - Mon roman policier no 98, 1949
- Le Maitre de la cambriole - Mon roman policier no 106, 1949
- La Chambre au clair de lune - Mon roman policier no 121, 1950
- Le Secret de la nuit - Mon roman policier no 126, 1950

### Sous le nom de Pierre Dennys
- Le Professeur Famyalot - Mon roman policier no 120, 1950

### Sous le nom de Jean Daye
- Sardanapale, le « favori » - Mon roman policier no 104, 1949

### Sous le nom d'Henri d'Alzon
- Les Enfants de la Lorraine, agents secrets de la Résistance, illustration de Brantonne, 48 fascicules de 36 pages, 15,5x23,5, collection "Jeune France", France-Sélection, Éditions Saint-Cyr, 1946-1948.

Titres des fascicules : 1. Coup de force libérateur ; 2. Nid d'espions à Londres ; 3. Dans la Gueule du loup ; 4. Lutte farouche dans l'ombre ; 5. L'Usine atomique dans la montagne ; 6. La Fin d'un pirate ; 7. Un audacieux attentat ; 8. Le Fugitif de Londres ; 9. Sublime sacrifice ; 10. La page glorieuse de Dieppe ; 11. Passage de frontière ; 12. L'Énigme du Tricolore ; 13. Multiples coups d'audace ; 14. Angoissant soupçon ; 15. Boul'Mich' a disparu ; 16. L'Ennemi secret ; 17. Aventure à Cherchell ; 18. Le Piège fatal ; 19. Le Messager accusateur ; 20. Le Débarquement américain ; 21. Batailles tunisiennes ; 22. La Mort a frappé ; 23. Le Complot de New-York ; 24. La Messagère de Londres ; 25. Embûches et périls ; 26. Le Mystère de la bombe radioguidée ; 27. L'infernal Danger ;  28. Le Laboratoire souterrain ; 29. Honneur aux Commandos ; 30. La Corse est libérée ; 31. Une Évasion célèbre ; 32. Boul'Mich' est déporté ; 33. Ruses et astuces ; 34. Dans le Maquis savoyard ; 35. Prouesses en Italie ; 36. La capture du fortin ; 37. Jaguar, espion allemand ; 38. L'Affaire de Bayeux ; 39. Le Plan des blockhaus ; 40. 6 juin, date inoubliable ; 41. La France secoue ses chaînes ; 42. Une Besogne du titan ;  43. Avec la Deuxième Division Blindée ; 44. La Libération de Paris ; 45. Le Bataillon fantôme ; 46. La rafale de la mort ; 47. L'Alsace ressuscitée ; 48. Glorieuse apothéose 

### Sous le nom de Florent Manuel
- Sous le signe du poisson austral (Mon roman d'aventures, Ferenczi, no 224).

### Sous le nom de Henry-Musnik
- Mandragore - Cinq cents millions en jeu. Éditeur : J. Ferenczi et fils, "Mystéria", 1950
- Célinda (Hachette, 1954), roman d'aventures. Éditeur : Colbert - dépôt légal n°315, 4°trimestre 1954.
- Les Femmes Pirates - Aventures et légendes de la mer. Éditeur : Le Masque - 25 mai 1934